# 性資本
性資本（sexual capital）或情慾資本（erotic capital）是一種由性吸引力造成的個人或團體的社會價值。如同其他形式的資本一般，性資本可被轉換，用於獲取其他形式的資本，包括社會資本和經濟資本 。

## 起源
情慾資本一詞由英國社會學家凱瑟琳‧哈基姆（Catherine Hakim）在2000年代初期第一次使用。哈基姆定義並將其與法國社會學家皮耶·布赫迪厄概念中的經濟、文化和社會資本區別開來。她說，情慾資本獨立於階級出身，也因此能夠促成社會流動性，具有社會上的顛覆性，使得當前的優勢社會結構貶值並試圖抑制它。在男性空間（manosphere）的場域中，則經常使用性的市場價值（sexual market value, SMV）代稱。

## 定義

### 經濟
一個與經濟有關的定義是基於蓋瑞·貝克的人類資本理論（human capital theory），其預測當人預期具有回報時，會理性的投資在自己的性魅力上。他定義此為一種健康資本，而這本身就是個人資本的一種形式。另一個定義來自資本投資組合理論（capital portfolio theory）。社會學家Adam Isaiah Green認為性是個人整體投資組合的一部分，在資本投資組合理論中，一個人可以轉移性資本為其他形式的資本。從經濟角度看，具有高性資本是有利的，因為它可以多方面的助于一個人的生活。例如，多項研究顯示，在消除其他因素影響的情形下，增加身體的吸引力與高收入呈現正相關。

### 社會學
社會學的定義則是基於布赫迪厄的場域理論，這一定義建立在布赫迪厄對於資本的概念上，Green把性資本定義為個人或團體具有引起性反應的能力，包括外表、情感或社會文化風格。這些屬性有些可能無法改變，例如個人的種族或是身高，有些則可能通過健身訓練、整形手術或造型改變等手段改變。 沒有單一、霸權形式的性資本存在。相反的，一般的貨幣資本能夠幫助人取得不同社會群體情慾喜好的優勢地位，這與情慾資本區分了不同的性別場域。這代表著，最好將情慾資本設想為一種場域的屬性而非個人形式的資本。
第二種定義由Hakim提出，將情慾資本視為第四種個人資產。此定義是一種外表與社會吸引力的多方結合，超越了純粹的性吸引力（場域觀點的核心）。不同於Green的性資本概念，Hakim的情慾資本是一種個人資本，無需訴諸任何場域。
美國經濟學家Daniel Hamermesh的著作Beauty Pays提出了廣泛的證據支持性資本的概念，定義為美麗、身體與外表的吸引力。他檢視了性資本能獲取的經濟利益，包括高等教育、政治、銷售、營銷以及日常社會的交往。Hamermesh假設，這些經濟效益是基於不公平歧視而來。他從女性主義律師Deborah Rhode的著作Beauty Bias得到這一想法，書中指控相較於不具吸引力的人，特別是肥胖者，具有吸引力的人累積了更多的社會利益。